# Jaapiella cousiniae
Jaapiella cousiniae är en tvåvingeart som beskrevs av Fedotova 1998. Jaapiella cousiniae ingår i släktet Jaapiella och familjen gallmyggor. Inga underarter finns listade i Catalogue of Life.